# Sorry I'm Late (Mae Muller)
Sorry I'm Late è il primo album in studio della cantante britannica Mae Muller, pubblicato il 29 settembre 2023.

## Tracce
1. I Just Came to Dance – 2:24
2. Sorry Daniel – 3:14
3. Bitch with a Broken Heart – 2:51
4. I Wrote a Song – 2:45
5. Me, Myself & I – 2:53
6. Tatiana (with Dylan) – 2:56
7. Somebody New – 3:31
8. I Wish I Could Hate You – 3:09
9. Little Bit Sad – 2:38
10. MTJL – 1:57
11. Breathe – 3:14
12. Something Real – 3:23
13. Nervous (In a Good Way) – 2:55
14. Better Days (with Neiked and Polo G) – 2:40
15. Porn Lied to Us – 2:35
16. Miss America – 2:43
17. Written by a Woman – 2:26

Traccia bonus nell'edizione streaming
1. Feels This Good (Sigala with Mae Muller and Caity Baser featuring Stefflon Don) – 3:10

## Classifiche
| Classifica (2023) | Posizione massima |
| ----------------- | ----------------- |
| Regno Unito       | 33                |